# Andreu Bosch
Andreu Bosch Pujol (Barcellona, 22 febbraio 1931 – Mollet del Vallès, 17 dicembre 2004) è stato un calciatore spagnolo, di ruolo centrocampista.

## Carriera
Con il Barcellona vinse tre Coppe del Generalissimo, due campionati, due Coppe Eva Duarte, una Coppa Latina e una Coppa delle Fiere. Vanta sei presenze con la nazionale spagnola.

## Palmarès

### Competizioni nazionali
- Primera División (Spagna): 2

Barcellona: 1951-1952, 1952-1953
- Coppa di Spagna: 3

Barcellona: 1952, 1952-53, 1957
- Coppa Eva Duarte: 2

Barcellona: 1952, 1953

### Competizioni internazionali
- Coppa Latina: 1

Barcellona: 1952
- Coppa delle Fiere: 1

Barcellona: 1955-58